# Scafa
Scafa ist eine italienische Gemeinde in der Provinz Pescara. Die Gemeinde hat 3468 Einwohner und umfasst 10,09 km². Sie liegt in der Nähe von Turrivalignani und Alanno.
Die Nachbargemeinden sind: Abbateggio, Alanno, Bolognano, Lettomanoppello, San Valentino in Abruzzo Citeriore, Torre de’ Passeri und Turrivalignani.

## Geschichte
Die Gemeinde ist seit 1948 autonom, zuvor war das Dorf eine Fraktion der Nachbargemeinde San Valentino in Abruzzo Citeriore.

## Sehenswürdigkeiten
Die Kirche Chiesa della Madonna del Carmelo ist eine der Sehenswürdigkeiten des Dorfes. Interessant sind die Architektonik der Kirche und das moderne Rathaus. Eine weitere Sehenswürdigkeit sind die archäologischen Funde aus der römischen Zeit. Man fand Überreste von römischen Straßen.

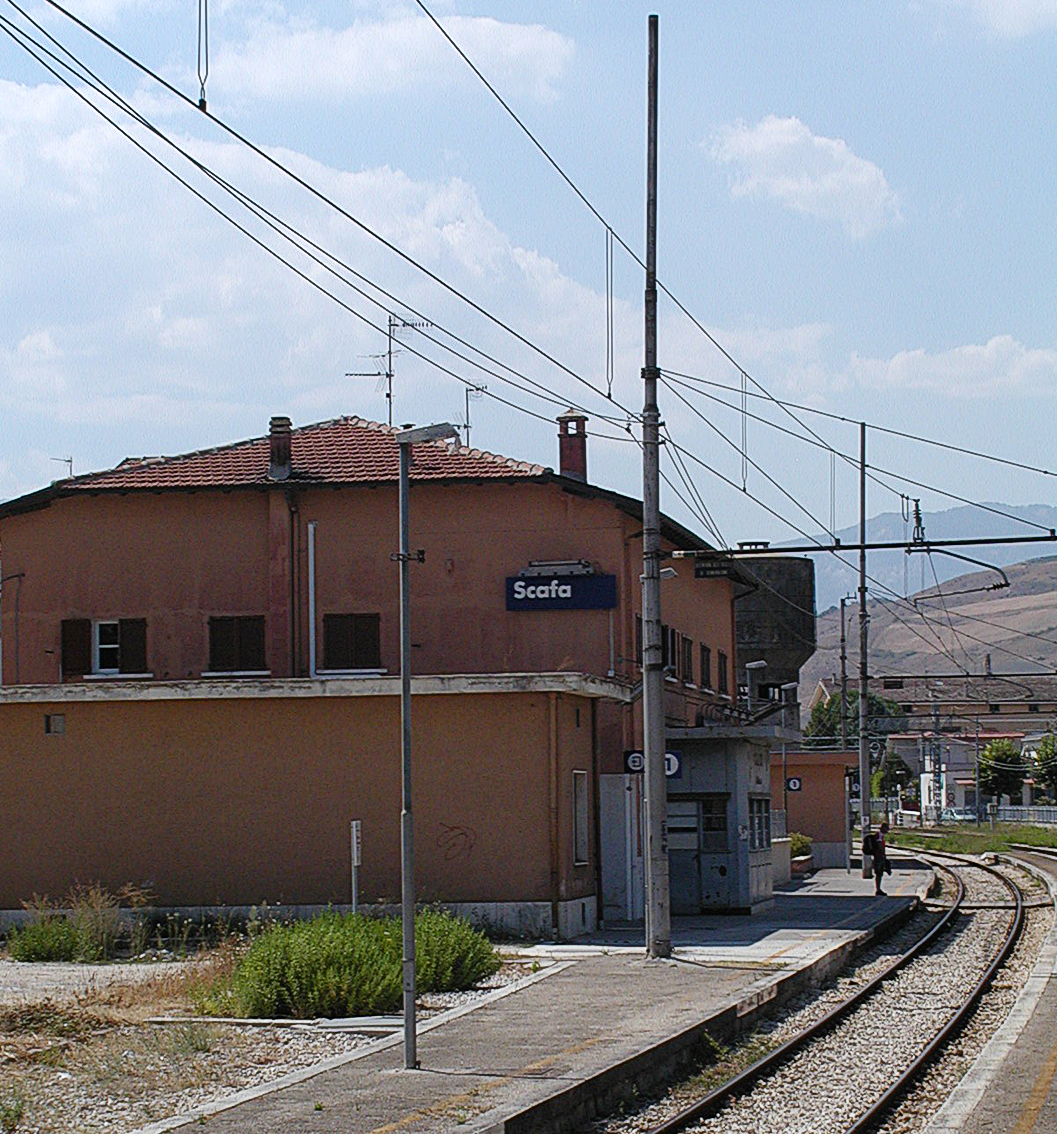
Der Bahnhof von Scafa

## Weinbau
In der Gemeinde werden Reben der Sorte Montepulciano für den DOC-Wein Montepulciano d’Abruzzo angebaut.